# وينديل كرايغ وليامز
وينديل كرايغ وليامز (بالإنجليزية: Wendell Craig Williams)‏ هو ضابط أمريكي، ولد في 7 نوفمبر 1965 في سلما في الولايات المتحدة.